# Kajagoogoo Video EP
Kajagoogoo Video EP è un VHS/Laserdisc, pubblicato, nel 1983, dal quintetto britannico originario dei Kajagoogoo (cioè prima della defezione del cantante solista Limahl, avvenuta circa a metà di quello stesso anno, in estate, sùbito dopo il tour britannico immortalato nel successivo VHS/Laserdisc, White Feathers Tour), contenente i videoclip dei tre singoli estratti dall'album di debutto della band, White Feathers: la Numero 1 britannica e grande successo internazionale "Too Shy", la UK Top 10 "Ooh to Be Ah" e l'ultimo estratto, "Hang on Now", che raggiunge la Top 15 nella Official Singles Chart. A tutt'oggi, la raccolta video non è mai stata ristampata in DVD, ma per le numerose richieste e per la recente definitiva riunione del gruppo originario del 1983, sia questa raccolta di videoclip di studio sia il video-concerto relativo alla promozione del primo album dovrebbero presto vedere la pubblicazione anche in tale più moderno formato (bisogna comunque sottolineare che esistono già numerose copie pirata in DVD di entrambe le raccolte).